# Campo (Espanha)
Campo é um município da Espanha na província de Huesca, comunidade autónoma de Aragão, de área 23,03 km² com população de 36 habitantes (2007) e densidade populacional de 12,11 hab./km².

## Demografia
| Variação demográfica do município entre 1991 e 2004 | Variação demográfica do município entre 1991 e 2004 | Variação demográfica do município entre 1991 e 2004 | Variação demográfica do município entre 1991 e 2004 |
| --------------------------------------------------- | --------------------------------------------------- | --------------------------------------------------- | --------------------------------------------------- |
| 1991                                                | 1996                                                | 2001                                                | 2004                                                |
| 375                                                 | 376                                                 | 348                                                 | 295                                                 |